# رضا خرم‌طوسی
رضا خرم‌طوسی (زاده ۱۳۳۹ تهران) سرتیپ ارتش جمهوری اسلامی ایران است، که هم‌اکنون به‌عنوان رئیس هیئت مدیره بنیاد تعاون ارتش فعالیت می‌کند، همچنین فرماندهی قرارگاه اقتصاد مقاومتی ارتش را نیز برعهده دارد. او از اعضای هیئت علمی دانشگاه افسری امام علی می‌باشد. وی در سال ۱۳۵۹ به عضویت ارتش جمهوری اسلامی ایران درآمد و در طول جنگ ایران و عراق از اعضای نیروی زمینی ارتش بود.

## زندگی‌نامه
رضا خرم‌طوسی در سال ۱۳۳۹ در تهران زاده شد. او با معدل ۱۸ در سال ۵۹ وارد دانشکده افسری می‌شود. پس از فارغ‌التحصیلی از دانشگاه در سال ۱۳۶۲ به سومار رفت با فرماندهی گروهان «تیپ ۴۰ سراب» کار نظامی خود را به صورت رسمی آغاز کرد. پس از گذشت مدت کوتاهی از آغاز فرماندهی‌اش، به عنوان فرمانده نمونه برگزیده می‌شود و جهت انجام تدریس و فعالیت‌های آموزشی با درجه ستوان یکی به دانشگاه افسری علی بازمی‌گردد. علی‌رغم تمام مشغله‌هایی که در زمان تحصیل و پس از آن در طول جنگ و همچنین در تدریس داشت، علاقه‌اش به مطالعه دروس حوزوی باعث شد تا در سال ۱۳۶۸ و با پایان جنگ اجازه بگیرد و برای مدت ۴ سال به قم برود و دروس حوزوی را که سال‌های قبل از آن به صورت جسته و گریخته می‌خواند را رسماً تا پایان سطح ادامه دهد. او در همین ارتباط می‌گوید: 
توفیق داشتم از اولین شرکت‌کنندگان در درس خارج حضرت آقا باشم و این افتخار در ارتش تنها نصیب این سرباز کوچک اسلام شده‌است.

## سوابق
عضو هیئت علمی دانشگاه افسری امام علی، جانشین فرماندهی دانشگاه افسری امام علی، فرمانده آموزشگاه نظامی درجه‌داری جوادالائمه نزاجا، جانشین رئیس ستاد ارتش و مدیرعامل بنیاد تعاون ارتش از جمله مسئولیت‌های وی در گذشته بوده‌است.

## جایزه‌ها و نشان‌های افتخار
این بخش شامل نشان‌ها و جایزه‌های رسمی امیر خرم طوسی است که بر روی لباس همسان او نصب می‌شود ولی جایزه‌های غیرنظامی و غیررسمی را دربر نخواهد گرفت.

### آرم‌ها
| آرم‌های سینه    |       |
| هیئت معارف جنگ |       |
| آجا            | دافوس |

| آرم‌های بازو     |
| ستاد مشترک ارتش |

### نوار نشان‌ها
|  |  |  |
|  |  |  |
|  |  |  |

### نام نشان‌ها
| نشان دانش              | نشان ایثار   |                        |
| دوره عالی              | دوره دافوس   |                        |
| دوره دوم دانشگاه افسری | دوره مقدماتی | دوره سوم دانشگاه افسری |